# Corcelles (Neuchâtel)
Pour les articles homonymes, voir Corcelles.
Corcelles est une ancienne commune et une localité de la commune de Neuchâtel, située dans la région neuchâteloise du littoral, en Suisse.

## Géographie

### Situation
À environ 5 km à l'ouest de Neuchâtel, Corcelles est située sur la route principale H10, qui relie Neuchâtel à Pontarlier par le Val-de Travers, et sur la route cantonale RC 170, conduisant de Neuchâtel au Locle par le col de la Tourne.

### Structure

Vue aérienne de Corcelles

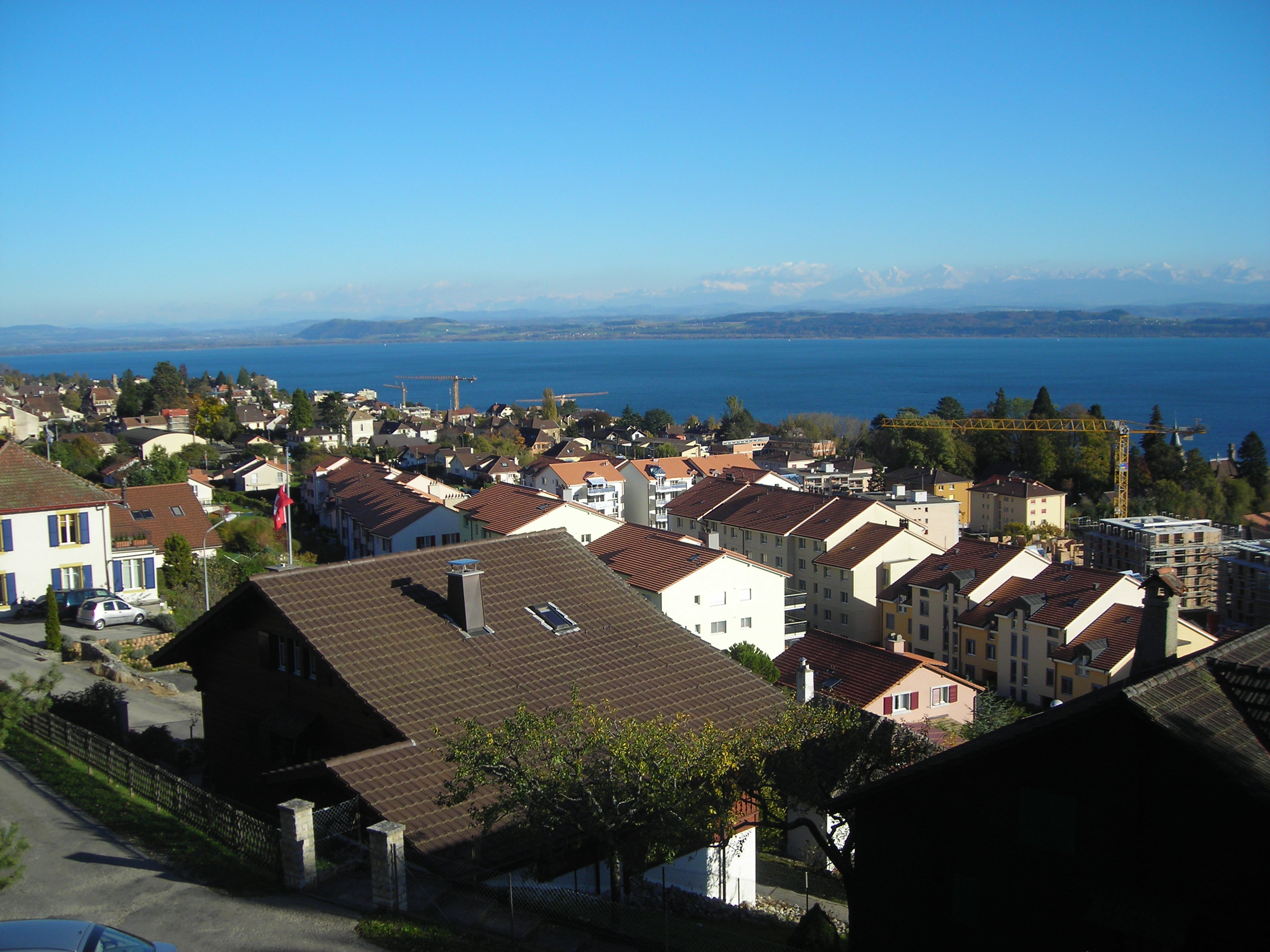
Vue de Corcelles depuis le haut du village

Le village de Corcelles est un village-rue de tradition agricole et viticole. Dans son ensemble, la rue principale (Grand-Rue, prolongée par la rue de la Chapelle) a conservé son caractère ancien de maisons juxtaposées dans un alignement point rigoureux, voire en escalier. La Grand-Rue est coupée en son milieu au niveau du temple par la Rue de la Cure/Rue du Petit-Berne.

## Population

### Surnoms
Les habitants de la localité sont surnommés les Casse-Écuelles et les Chillieux, au sens de ceux qui sont revêches.

## Histoire
Des traces d'occupation celtique (tumulus hallstattien) et mérovingienne (tombes avec plaques de ceinturon et scramasaxe) ont été découvertes dans le haut du village actuel.
Vers 1092, un certain Humbert donne l'église de Curcellis (du mot latin "Curticella" - « petite villa ou petit domaine »), ses dépendances (plusieurs hectares de champs, vignes et forêts) et l'église de Coffrane à l'abbaye de Cluny pour fonder un prieuré. Ce prieuré clunisien est dédié à saint Pierre et fondé par Humbert en mémoire de ses parents Ulrich et Adalguis, de son épouse, de ses beaux-parents Etzonis et Aremburgis, de ses fils et filles, de ses ancêtres... "patris mei Uldrici et matris mee Adalguis, et fratris mei Cononis, conjugisque mee, patrisque sui Etzonis et matris sue Aremburgis, et filiorum meorum atque filiarum, antecessorum...meorum Sieboldi et alterius Sieboldi, Rodolphi filii eius, advocati, Uldarici filii eius, Cunonis avunculi mei, Gausberti Sedunensis episcopi". Humbert est lui-même le petit-fils du fondateur de celui de Bevaix. L'origine de cette famille est indéterminée mais à cette époque un prieuré appartenait à la famille qui l'avait fondé et celle qui avait édifiée le prieuré de Bevaix est la famille d'Estavayer alors seigneur de Gorgier.
Le monastère fut ensuite soumis dès 1220 à l'abbaye de Romainmôtier, puis, en 1522, le prieuré fut incorporé à la mense abbatiale de Saint-Jean de Cerlier. Les prieurs résidèrent à Corcelles jusqu'au milieu du 15e siècle, ensuite, le plus souvent absents, ils mirent leurs biens en amodiation et l'église tomba en ruine. La paroisse de Corcelles comprenait, outre Corcelles et Cormondrèche, Coffrane, Les Geneveys-sur-Coffrane et Montmollin qui ne se séparèrent qu'en 1838.
Guillaume Farel vient prêcher la foi réformée à l'église de Corcelles le 23 octobre 1530, mais doit rester sur le parvis, avant d'aller à Neuchâtel s'attaquer aux statues de la collégiale. Le curé de l'église devint le premier pasteur de Corcelles, tandis que les moines du prieuré rassemblèrent rapidement leurs archives et rejoignirent Cluny.
Du début du 17e siècle jusqu'à 1875, la vie du village est réglée par la corporation de Corcelles en matière de gestion des écoles, des fontaines et du guet de nuit et par la communauté en commun avec la corporation de Cormondrèche pour la gestion des forêts, du temple, du culte, de l'assistance, de la police générale et de la police du feu.
En 1875 est entrée en vigueur la nouvelle loi neuchâteloise sur les communes, complétée par celle de 1888. Depuis cette date, Corcelles et Cormondrèche ont formé une seule commune, Corcelles-Cormondrèche, regroupant les deux villages et gérant tous les biens de la communauté.
Depuis le 1er janvier 2021, la localité a fusionné avec la localité de Cormondrèche et les communes de Peseux et Valangin, pour se rattacher à celle de Neuchâtel.

## Patrimoine bâti
Le centre historique du village est constitué d'une rue le long de la route principale (Grand-Rue, prolongée par la rue de la Chapelle). Au centre se trouve le temple de Corcelles, qui fait le croisement avec la rue de la Cure et la rue du Petit-Berne.

### Temple
Ancienne église Notre-Dame et prieuré clunisien Saints-Pierre-et-Paul fondé en 1092,,.
Église romane, avec abside remplacée au XIIIe siècle. Chaire refaite en style néogothique selon un dessin de l’architecte James-Victor Colin en 1858. Décors peints par Philippe Robert, auteur également de divers vitraux, réalisés par l’atelier Charles Wasem en 1925-1925. Vitraux de la nef et de la chapelle nord par Edmond Bille et Théodore Delachaux

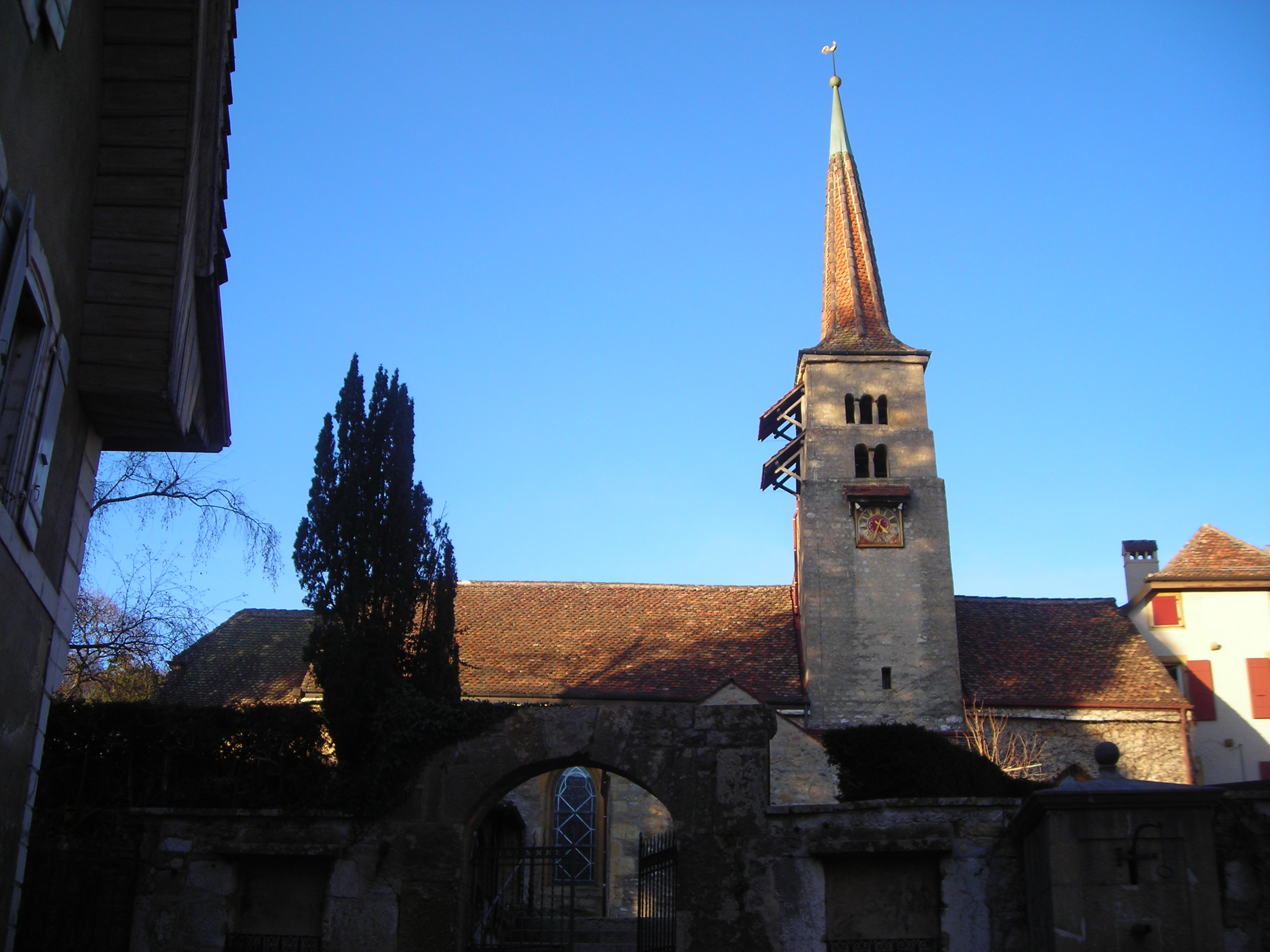
Temple de Corcelles en 2007

### Maisons particulières de la Grand-Rue, rue de la Chapelle et rue du Petit-Berne

Maisons de la Grand-Rue
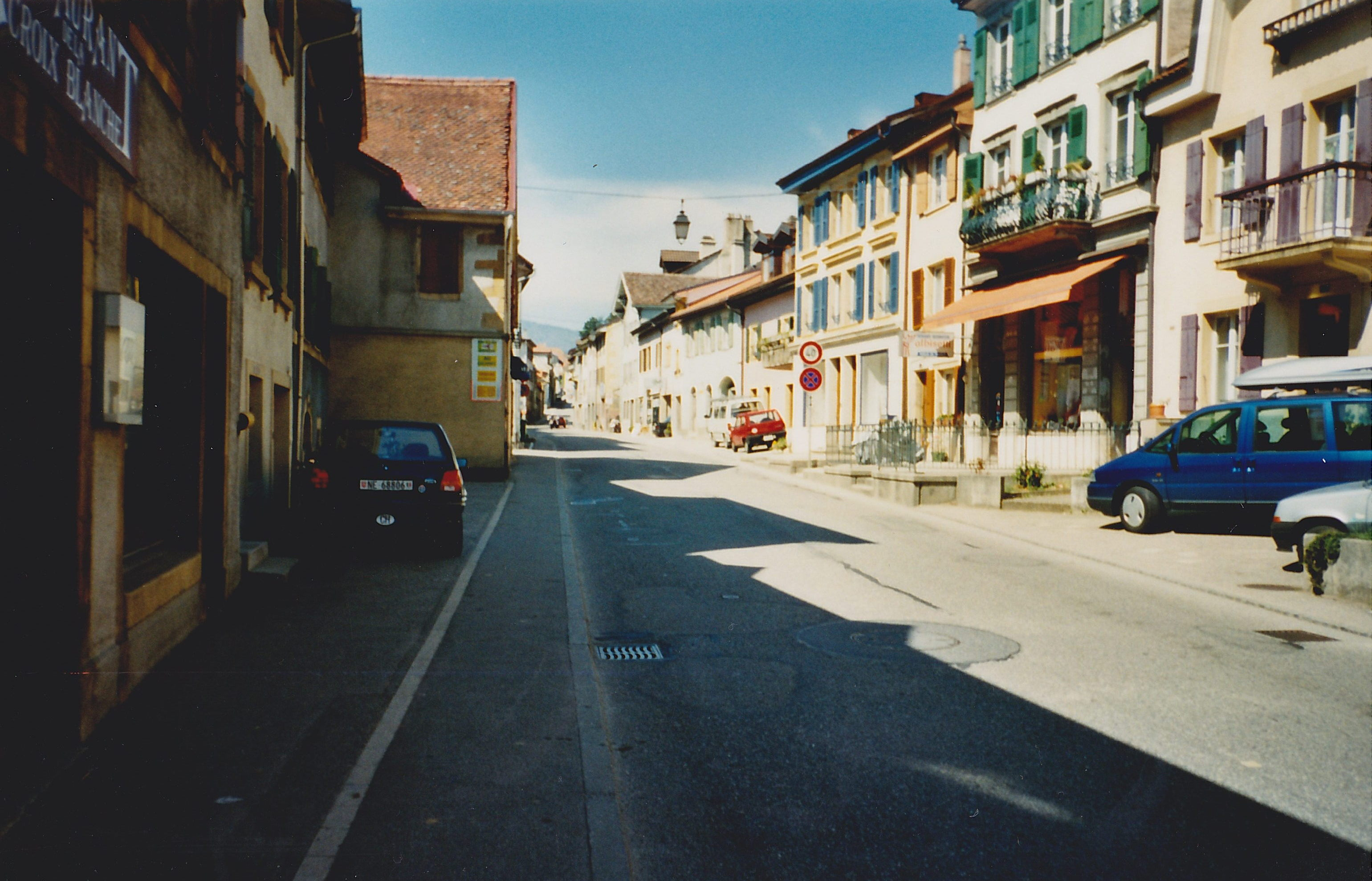
Grand-Rue en 2000
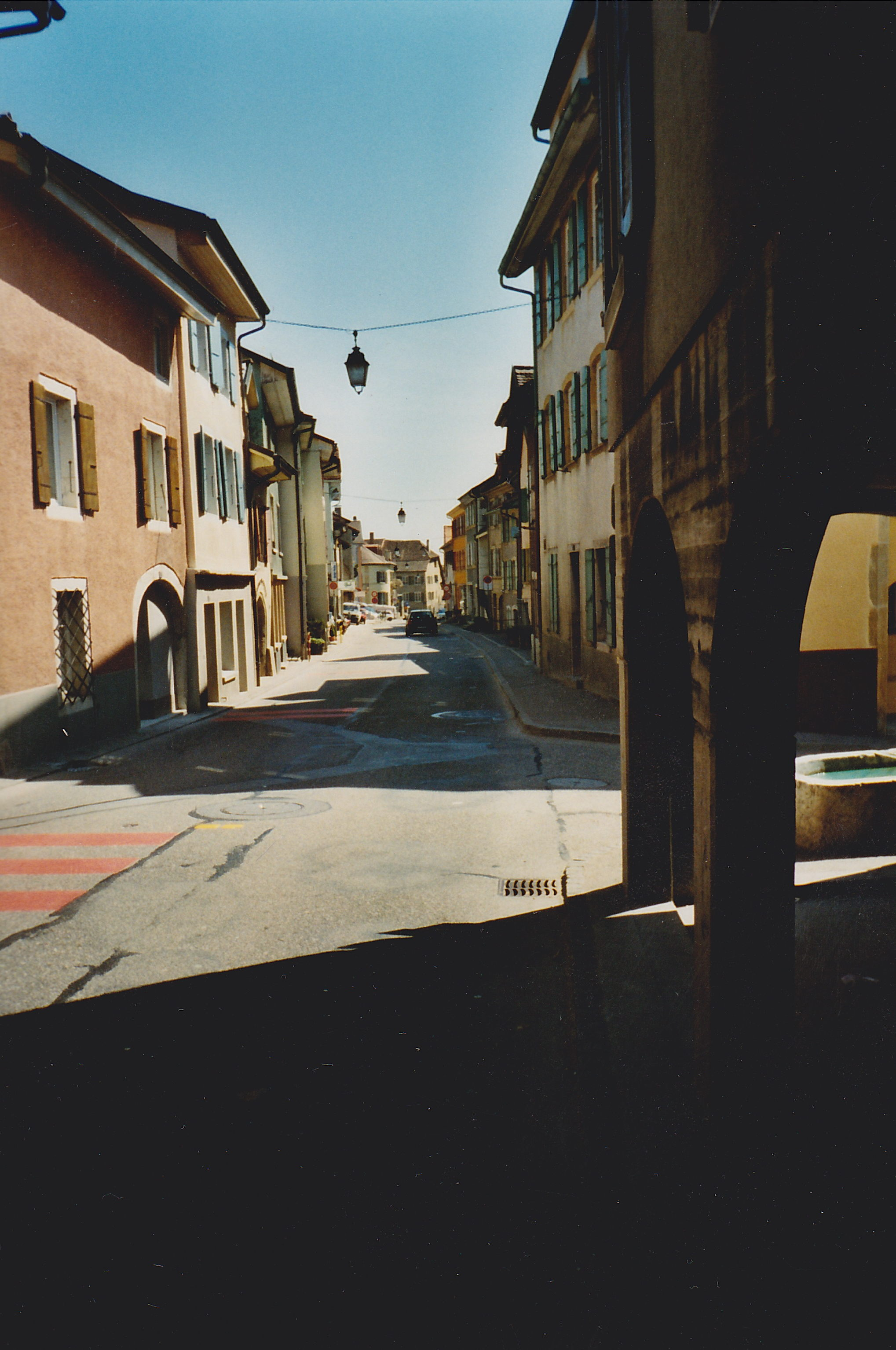
Grand-Rue depuis la Rue de la Chapelle en 2000
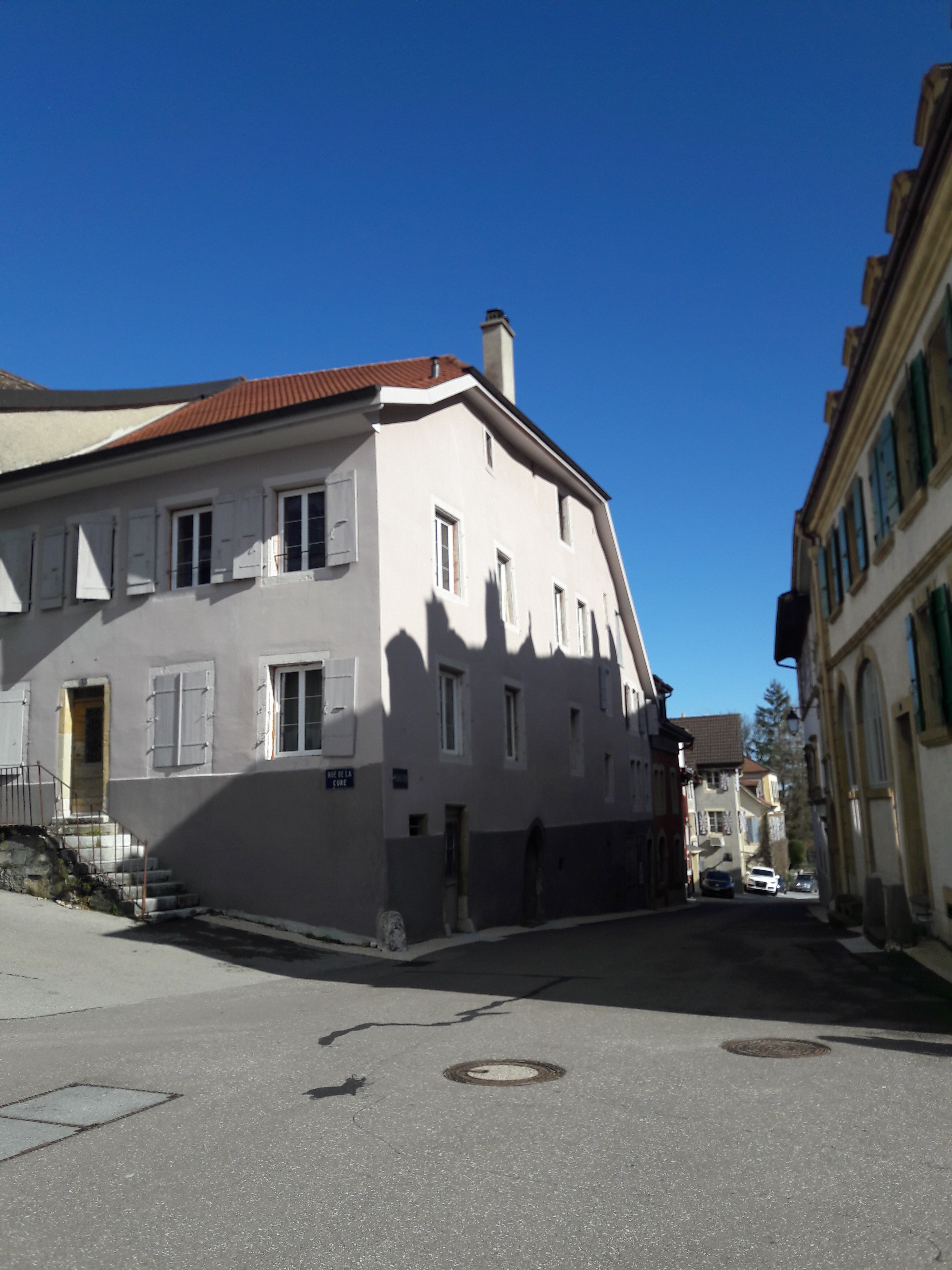
Rue de la Cure 2 et Grand-Rue
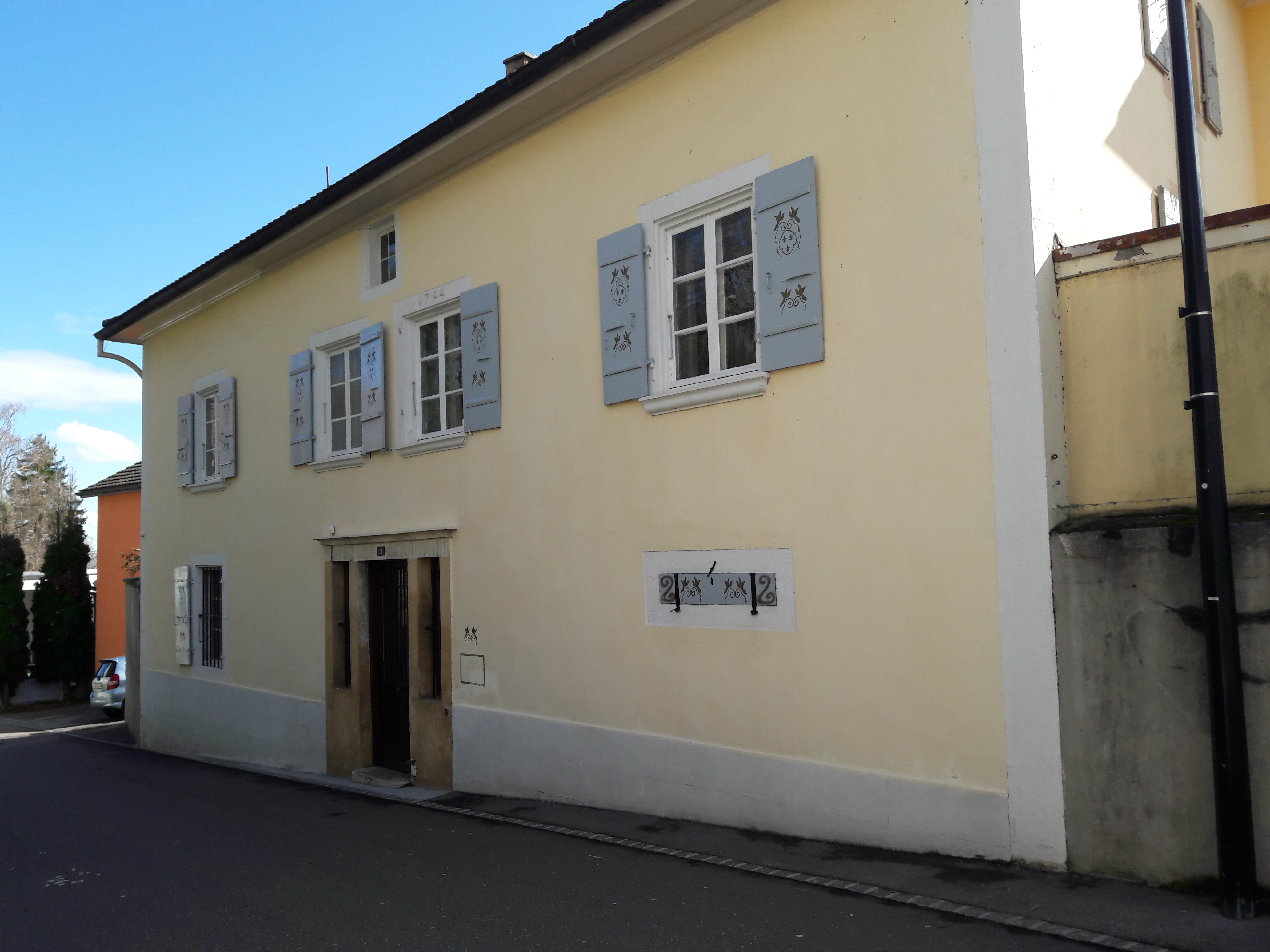
Grand-Rue 21 (pension La Rose)
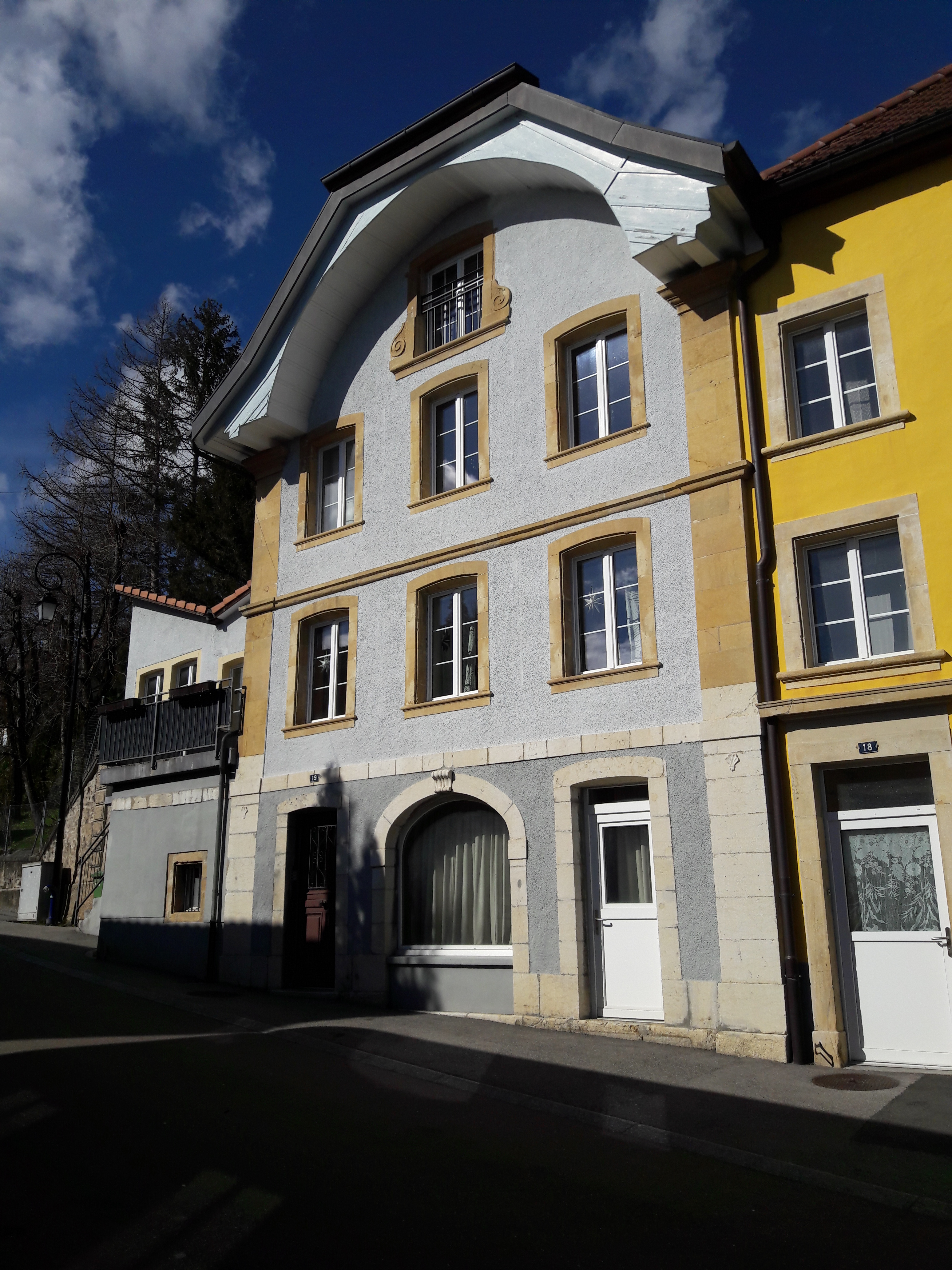
Grand-Rue 19 (maison d'Onésime Clerc)
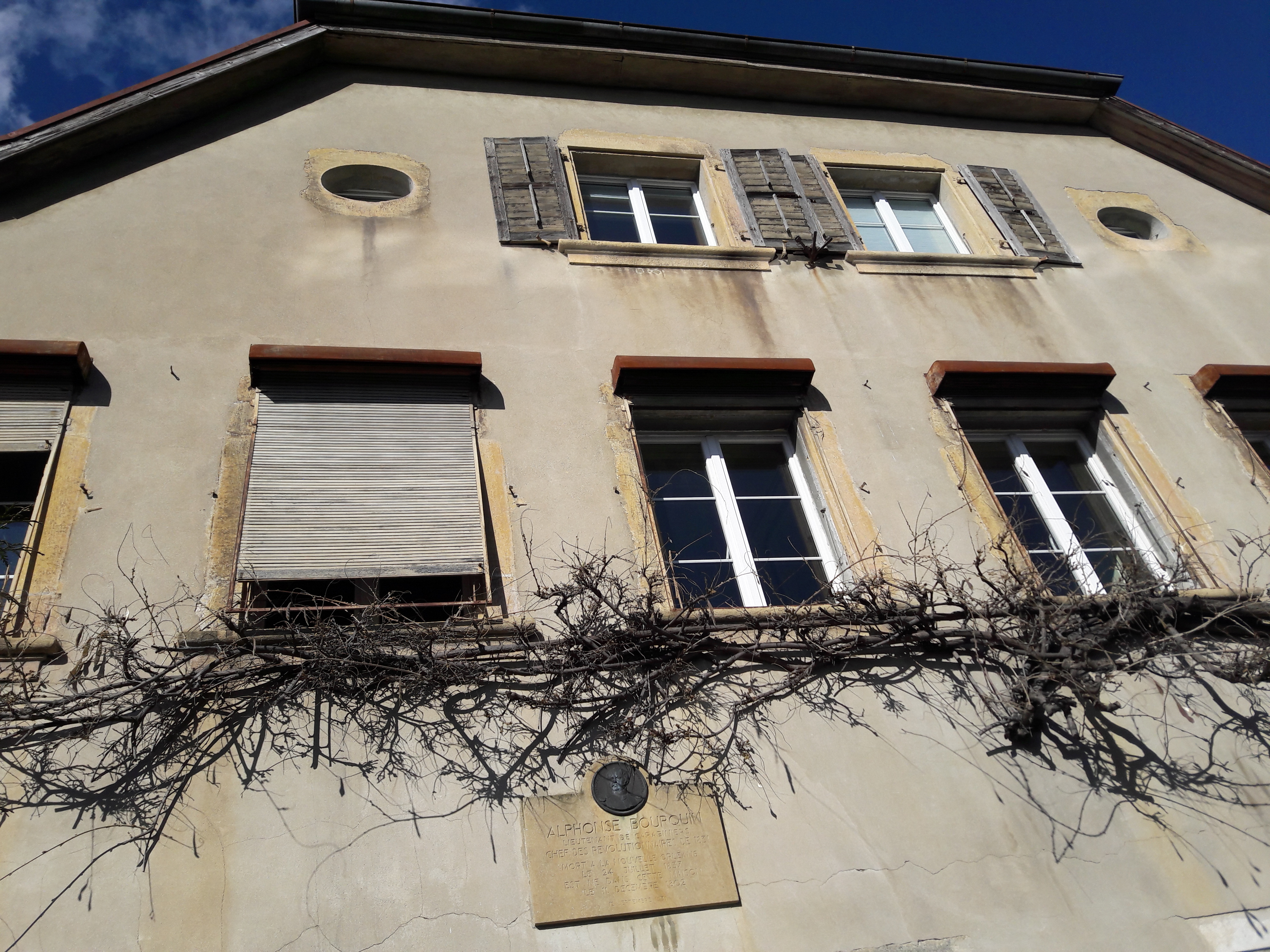
Grand-Rue 17 (maison d'Alphonse Bourquin)
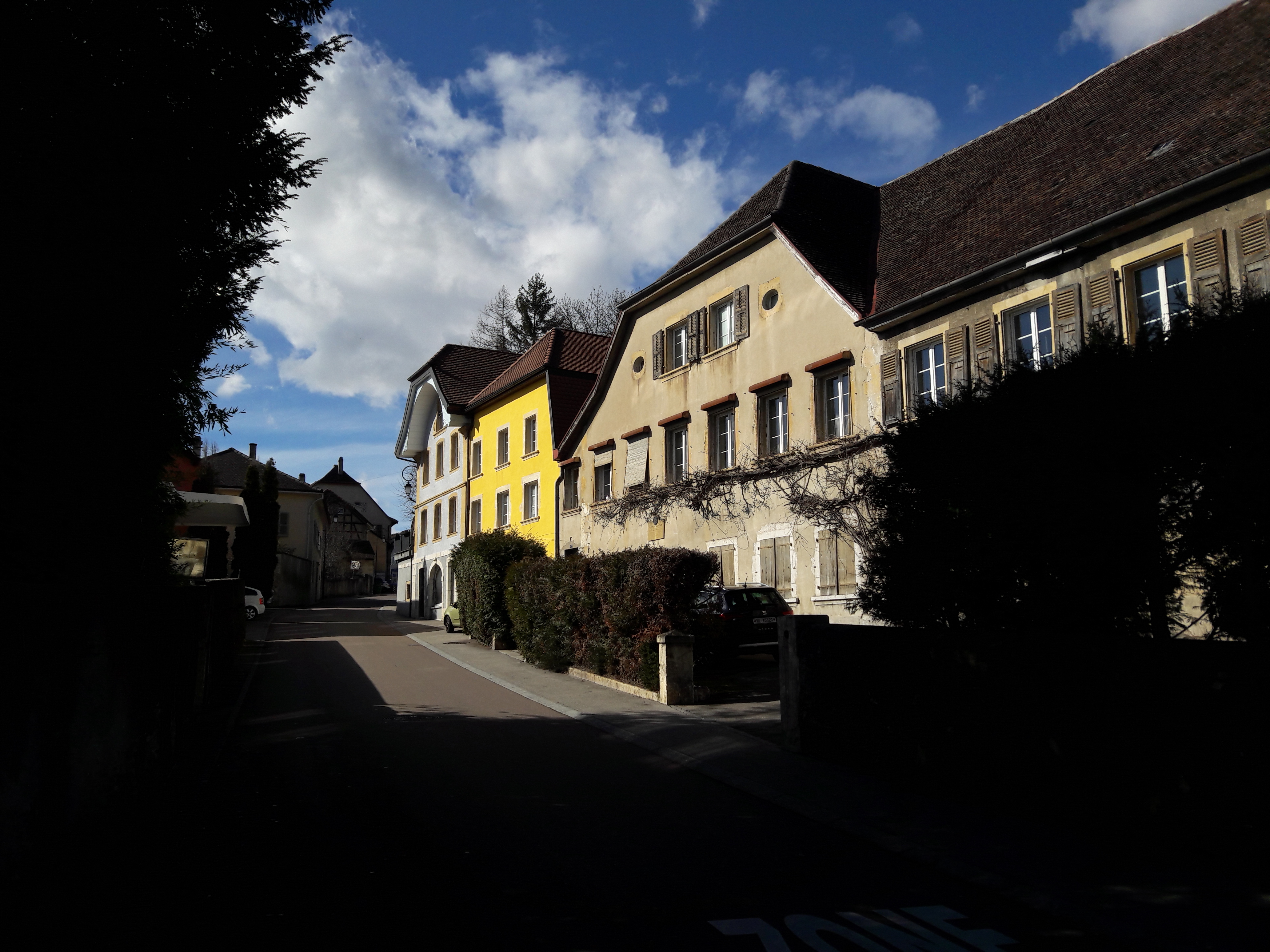
Bas de la Grand-Rue

À la Rue de la Cure 2, Les Ormeaux est une imposante maison reconstruite en 1767 pour Jonas-Antoine Vaucher, membre de la Cour de justice de la Côte. Autrefois hôtel, puis relais de diligences, ce bâtiment devint ensuite une pension pour jeunes filles. Elle est aussi la maison natale de Jeanne Lombard (peintre, 1865-1945). Son perron donnant sur la Grand-Rue était appelé le banc des menteurs, car c’est là que les anciens rapportaient les ragots du village.
Au nord, la maison Grand-Rue 19 a été reconstruite en 1774 pour le chirurgien Abraham-Louis Droz-dit-Busset, qui la fit encore améliorer en 1786. Cette maison a hébergé dans son enfance le naturaliste Onésime Clerc et sa famille. D’après une ancienne photographie, cette maison abrita l'Hôtel Bellevue.
Dans la maison d'à côté, à la Grand-Rue 17, une plaque commémore le souvenir d’Alphonse Bourquin, chef militaire du soulèvement du 12 septembre 1831, né dans cette maison.
L'ancienne forge du village était sise à la Grand-Rue 58. Cette maison hébergea l'école (mixte) jusqu'en 1827 et son déplacement à la Rue du Petit-Berne 4.
Grand-Rue 31-32, maisons à fenêtres de style Renaissance, reconstruites sans doute vers le milieu du XIVe siècle, pour la famille Barillier.
Rue du Petit-Berne 2, reconstruite en 1751 pour Frédéric-Guillaume de Montmollin.
Rue de la Chapelle 22, maison bourgeoise et vigneronne de 1793-1794 construite par et pour David Colin-Vaucher. Ancienne auberge, portant l’enseigne « Au passage du Roi en 1814 ».

### Foyer de la Côte (rue de la Chapelle)
Un hospice pour personnes incurables a été fondé en 1864 dans le village.

### L'ancien collège (rue du Petit-Berne)
Une « maison d'éducation » a été construite entre 1859 et 1861 entre les deux villages de Corcelles et de Cormondrèche. Cet édifice de grande dimension à l'architecture très étudiée a servi d'école primaire jusqu'en automne 2003. Il héberge depuis 2009 le Centre médical de la Côte.

### La gare de Corcelles-Peseux
La gare de Corcelles-Peseux a été construite pour le Jura industriel.

## Économie
L'économie traditionnelle a été pendant longtemps agricole et viticole.
En parallèle, l'exploitation forestière a été source de revenus importants. La commune de Corcelles-Cormondrèche comprenait le deuxième plus grand domaine forestier du canton avec, notamment, la forêt de Serroue et la forêt de Dame-Othenette.